# Adolf Cohen

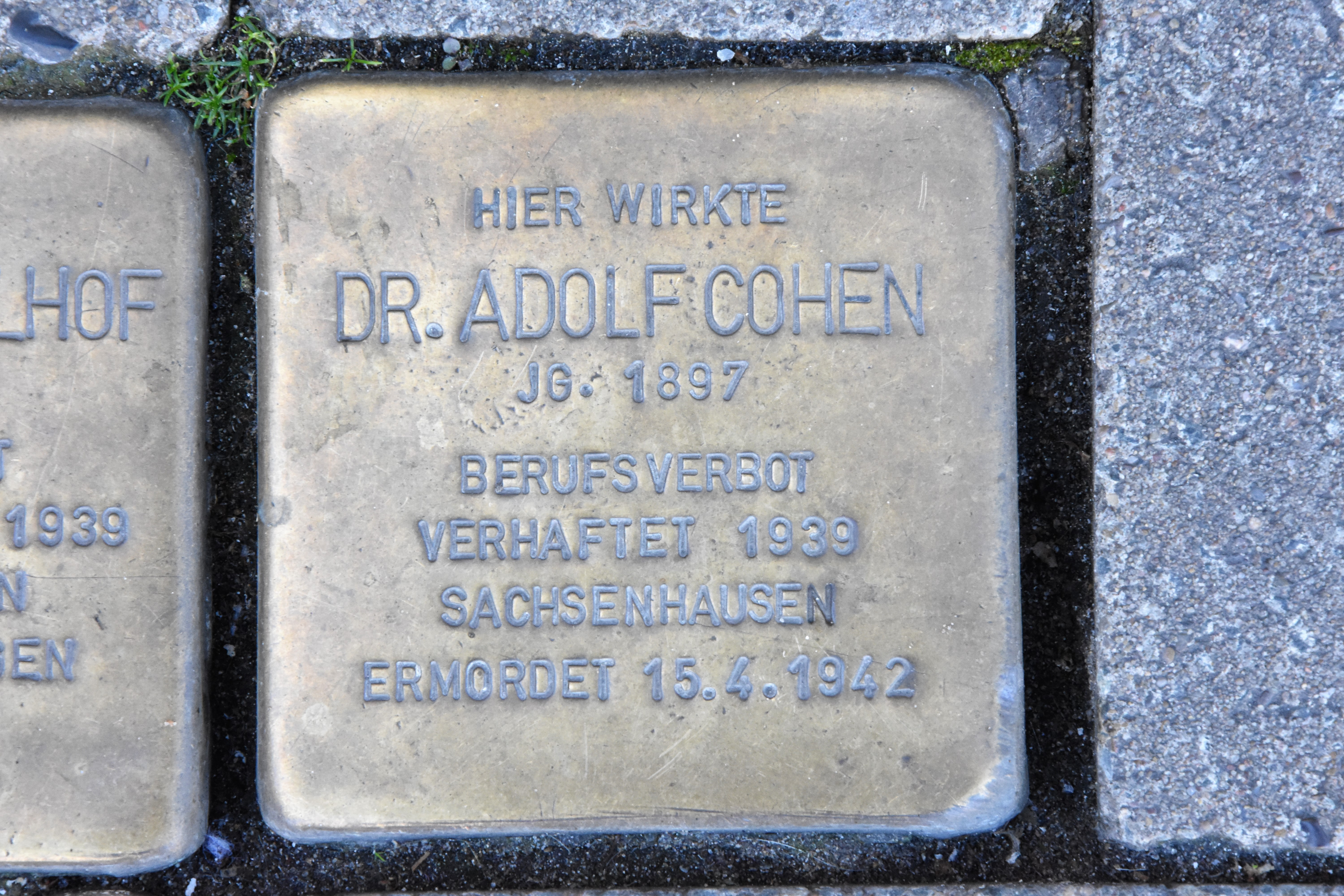
Stolperstein für Adolf Cohen in Osnabrück (1897–1942)

Adolf Cohen, auch Kohen (* 21. November 1897 in Hannover; † 15. April 1942 im KZ Sachsenhausen) war ein deutscher Rechtsanwalt, Gerichtsassessor sowie Opfer des Holocaust. In der Innenstadt Osnabrücks wurde am 20. März 2009 ein Stolperstein für ihn verlegt.

## Leben
Adolf Cohen wurde am 21. November 1897 in Hannover geboren und besuchte dort das Kaiser-Wilhelm- und Ratsgymnasium. Er machte 1916 ein Notabitur und wurde danach Soldat im Ersten Weltkrieg. Im Februar des Jahres 1919 nahm er ein Jurastudium in Göttingen auf. Sein Studienabschluss erfolgte im Sommer 1922. Ab September 1922 war er Referendar im Bezirk des Oberlandesgerichts Celle und promovierte erfolgreich über Die Haftpflicht des Kraftfahrzeughalters. Im Oktober 1922 bestand Cohen das 1. juristische Staatsexamen. 1926 heiratete er Johanna Passow, welche keine Jüdin war. Ab dem 31. Januar 1927 war er zunächst Gerichtsassessor in Hannover, später in Wennigsen (Deister) und schließlich in Osnabrück. Nach dem Kerrl–Erlass vom 31. März 1933, durfte er seinen Arbeitsplatz nicht mehr betreten. Der kommissarische Leiter der preußischen Justizverwaltung, Hanns Kerrl, rief am selben Tag dazu auf, dass jüdische Rechtsanwälte nur in einer Verhältniszahl, die dem Verhältnis der jüdischen Bevölkerung zur sonstigen Bevölkerung entspricht, vor Gericht auftreten dürfen. Falls eine solche Regelung nicht erreichbar wäre, sollten jüdische Rechtsanwälte am Betreten der Gerichtsgebäude gehindert werden. Gegen Cohen wurden Denunziationen inszeniert, bis schließlich am 1. Oktober 1933 seine endgültige Entlassung aus dem Justizdienst erfolgte. Weil er auch durch das Gesetz über die Zulassung zur Rechtsanwaltschaft vom 7. April 1933 von der Berufsausbildung als Rechtsanwalt ausgeschlossen wurde, eröffnete er an der Lohstraße 31 eine Büro Rechts- und Wirtschaftsberatung und zog sich mit seiner Familie nach Sutthausen ab. In der Reichspogromnacht wurde er verhaftet und in das KZ Buchenwald verschleppt, wo er bis zum 11. Januar 1939 blieb. Nach seiner Entlassung versuchte er Papiere für eine Emigration in die Vereinigten Staaten zu bekommen. Am 23. Dezember 1939 wurde Adolf Cohen in das KZ Sachsenhausen deportiert und dort am 15. April 1942 ermordet.